# Финчер, Дэвид
Дэ́вид Э́ндрю Ле́о Фи́нчер (англ. David Andrew Leo Fincher; род. 28 августа 1962) — американский кинорежиссёр, продюсер и клипмейкер. Его фильмы, в основном, психологические триллеры и биографические драмы, удостоились 40 номинаций на премию «Оскар», включая три в категории «Лучшая режиссура». 
Впервые Финчер добился признания как режиссёр музыкальных клипов, среди которых «Express Yourself» и «Vogue» для Мадонны, получившие премию MTV Video Music Award за лучшую постановку. Дебютной киноработой Финчера стал «Чужой 3» (1992), над которым Дэвид не имел творческого контроля, получивший неоднозначные отзывы. Затем Финчер обрёл успех с триллерами «Семь» (1995), «Игра» (1997) и «Бойцовский клуб» (1999), в которых выработался его узнаваемый стиль. 
За биографический фильм «Социальная сеть» Финчер получил премии «Золотой глобус» и BAFTA в категории «Лучшая режиссура». Самыми кассовыми работами режиссёра стали драма «Загадочная история Бенджамина Баттона» и детектив «Исчезнувшая», собравшие свыше 300 миллионов долларов по всему миру, при этом, «Баттон» получил тринадцать номинаций на «Оскар» и одиннадцать на BAFTA. 
Также Финчер выступил автором идеи, исполнительным продюсером и режиссёром нескольких эпизодов сериалов Netflix: «Карточный домик» (2013—2018), «Охотник за разумом» (2017—2019) и «Любовь. Смерть. Роботы». Последний принёс Финчеру три премии «Эмми» в номинации «Лучшая короткометражная анимационная программа», а пилотная серия «Карточного домика» — эту же награду в категории «Лучшая режиссура драматического телесериала». Финчер — один из основателей компании Propaganda Films, специализирующейся в создании фильмов и музыкальных клипов.

## Биография

### 1962—1982: Ранние годы
Дэвид Эндрю Лео Финчер родился 28 августа 1962 года в Денвере, штат Колорадо. Его мать, Клэр Мэй, была медсестрой в сфере психиатрии, а отец, Говард Келли «Джек» Финчер, — автором и руководителем бюро журнала Life. В апреле 2003 года Говард скончался от рака. Когда Дэвиду было два года, семья переехала в Сан-Ансельмо, Калифорния, где кинорежиссёр Джордж Лукас был одним из его соседей. В восемь лет у Финчера возникло пристрастие к кинематографу. После просмотра документального фильма о создании кинокартины «Бутч Кэссиди и Санденс Кид» он начал снимать фильмы, используя 8-мм кинокамеру.

### 1983—1991: Первые работы
Финчер зарекомендовал себя в киноиндустрии и трудоустроился в студию Джона Корти. Набравшись опыта, он работал над мультфильмом «Дважды много лет» в качестве продюсера визуальных эффектов. В 1983 году Джордж Лукас пригласил Финчера на работу в компанию Industrial Light & Magic (ILM), где он стал помощником оператора и фотографом комбинированных кадров и работал над фильмами «Возвращение джедая» и «Индиана Джонс и храм судьбы». Через год он ушёл из ILM и снял телерекламу для Американского онкологического общества, в которой эмбрион курит сигарету. Ролик Финчера привлёк внимание продюсера и музыканта Рика Спрингфилда. Вскоре музыкант предоставил Дэвиду возможность снять документальный концертный фильм «Удар живого барабана». Желая посвятить себя карьере режиссёра, Финчер основывает компанию Propaganda Films по созданию рекламных роликов и музыкальных клипов. Перед тем как снимать кино, в Propaganda Films оттачивали свои навыки такие режиссёры, как Майкл Бэй, Антуан Фукуа, Мишель Гондри, Спайк Джонз, Алекс Пройас, Пол Рахман, Марк Романек, Зак Снайдер и Гор Вербински.
Финчер снимал рекламные ролики для многих компаний, включая Levi’s, Nike, Pepsi, Coca-Cola и Chanel, хотя ему не нравилось снимать их. В 1984 году он начал снимать музыкальные клипы для артистов, таких как Рик Спрингфилд, Марта Дэвис, Пола Абдул, рок-группа The Outfield и Джермейн Стюарт. Клип Финчера на песню Джорджа Майкла «Freedom! '90» стал одним из самых успешных в карьере музыканта. Кроме того, Финчер снял «Who Is It» для Майкла Джексона, «Janie’s Got A Gun» для группы Aerosmith и «Cradle of Love» для Билли Айдола. Для певицы Мадонны Дэвид снял несколько её культовых музыкальных клипов: «Express Yourself», «Oh Father», «Vogue» и «Bad Girl».

### 1992—2000: Прорыв
Дебютной режиссёрской работой Финчера стал научно-фантастический хоррор студии 20th Century Fox «Чужой 3», третья часть франшизы «Чужой» с Сигурни Уивер в главной роли. Лента вышла в прокат в мае 1992 года и получила смешанные отзывы со стороны критиков. По их мнению, картина оказалась хуже, чем предыдущие части франшизы. Производству «Чужого 3» препятствовало вмешательство студии и несколько нереализованных сценариев. Критик журнала Rolling Stone Питер Трэверс назвал фильм «захватывающим», несмотря на спор между сценаристами и вмешательство студии. Картина получила номинацию на премию «Оскар» за лучшие визуальные эффекты. Годами позже Финчер публично выразил своё разочарование и впоследствии отрекся от фильма. В книге «Director’s Cut: Picturing Hollywood in the 21st Century» Финчер обвинил продюсеров в том, что они ему не доверяют. В 2009 году в интервью The Guardian он заявил: «Никто не ненавидел „Чужого 3“ больше, чем я; до сих пор никто не ненавидит этот фильм больше, чем я».
После провала «Чужого 3» Финчер продолжил снимать рекламные ролики и музыкальные клипы. В 1994 году режиссёр снял клип на песню «Love Is Strong» группы The Rolling Stones и выиграл премию «Грэмми» в номинации «Лучшее музыкальное видео». Позже Эндрю Кевин Уокер прислал Финчеру сценарий к фильму «Семь», который был переписан по просьбе режиссёра Джеремайи Чечика. Финчера не устраивала переделанная версия сценария, поэтому New Line Cinema решила сохранить первоначальную концовку. В фильме снимались Брэд Питт, Морган Фримен, Гвинет Пэлтроу, Рональд Ли Эрми и Кевин Спейси и рассказывается история двух детективов, которые расследуют серию убийств, связанных с семью смертными грехами. «Семь» был положительно встречен критиками и стал одним из самых прибыльных фильмов 1995 года, собрав свыше 320 млн долларов в мировом прокате. Роджер Эберт назвал «Семь» одним из самых мрачных и беспощадных фильмов, когда-либо снятых в голливудском мейнстриме.
В 1996 году Финчер снял клип на песню группы The Wallflowers «6th Avenue Heartache» и свой третий художественный фильм, мистический триллер «Игра» по сценарию Джона Бранкато и Майкла Ферриса. Также Финчер пригласил сценариста ленты «Семь» Эндрю Кевина Уокера доработать сценарий. По сюжету «Игры» банкир в исполнении Майкла Дугласа оказывается вовлечён в «игру», которая не позволяет ему отличить игру от реальности. Альмар Хафлидасон из BBC раскритиковал концовку, но похвалил визуальные эффекты: «Финчер проделал замечательную работу по превращению обычных городских мест в устрашающие декорации». «Игра» вышла в прокат в сентябре 1997 года и вызвала в целом благоприятный отклик со стороны критиков. В прокате картина продемонстрировала слабые результаты по кассовым сборам.
В августе 1997 года Финчер стал режиссёром «Бойцовского клуба», экранизации одноимённого романа Чака Паланика. Главные роли сыграли Брэд Питт, Эдвард Нортон и Хелена Бонэм Картер. Фильм рассказывает о том, как сотрудник страховой компании, страдающий бессонницей, знакомится с торговцем мылом и вместе с ним основывает подпольный бойцовский клуб. Премьера «Бойцовского клуба» состоялась 15 октября 1999 года. Лента вызвала неоднозначные оценки критиков и собрала 100,9 млн долларов при бюджете в 63 млн. Изначально многие критики считали картину «жестоким и опасным экспрессом мазохизма и агрессии». Однако в последующие годы «Бойцовский клуб» обрёл культовый статус и заслужил признание за многоуровневую тематику. Экранизация стала предметом критического разбора со стороны академиков и кинокритиков.

### 2001—2010: Дальнейшие успехи

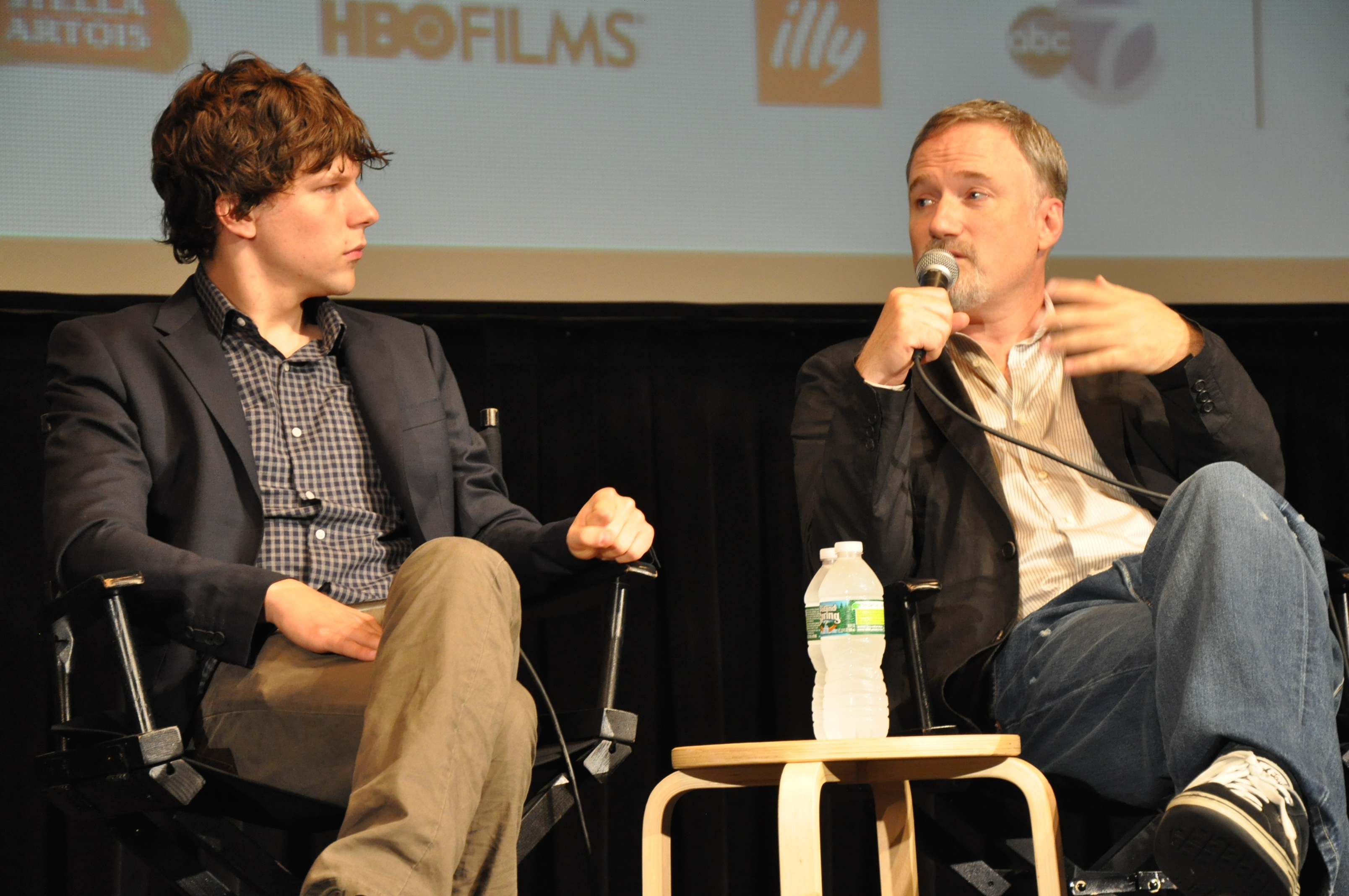
Джесси Айзенберг и Финчер на Нью-Йоркском кинофестивале в 2010 году.

В 2001 году Финчер выступил в качестве исполнительного продюсера первого сезона «BMW напрокат», серии короткометражек про автомобили BMW. Через год Финчер выпускает новый фильм, триллер «Комната страха». Лента рассказывает о матери-одиночке и её дочери, которые прячутся в безопасной комнате своего нового дома, когда в него вламывается троица воров. Заглавные роли исполнили Джоди Фостер, Форест Уитакер, Кристен Стюарт, Дуайт Йокам и Джаред Лето. Картина вышла в прокат 29 марта 2002 года и обрела критический и коммерческий успех. В Америке лента собрала 96,4 млн долларов, в других странах — 100 млн, всего собрав 196,4 млн во всём мире. Критик издания San Francisco Chronicle Мик Ласаль похвалил фильм за целесообразный уровень мастерства и убедительную игру Фостер.
Через пять лет Финчер выпускает детективный фильм «Зодиак», основанный на книгах Роберта Грэйсмита о поисках Зодиака, серийного убийцы, терроризировавшего общины с конца 1960-х до начала 1970-х годов. В состав актёров вошли Джейк Джилленхол, Марк Руффало, Роберт Дауни мл., Энтони Эдвардс и Брайан Кокс. «Зодиак» стал первой картиной Финчера, снятой в цифровом формате при помощи камеры Thomson Viper FilmStream Camera. Многие критики благоприятно оценили фильм и включили его в десятку лучших фильмов 2007 года. В коммерческом плане лента не имела успеха, собрав 84 млн долларов при бюджете в 65 млн. Несмотря на кампанию Paramount Pictures по продвижению на кинопремии, «Зодиак» не получил никаких номинаций на «Оскар» или «Золотой глобус».
В 2008 году Финчера привлекли к режиссуре экранизации научно-фантастического романа Артура Кларка «Свидание с Рамой», но из-за проблем со сценарием фильм так и не был запущен в производство. Следующим проектом стала «Загадочная история Бенджамина Баттона», адаптация одноимённого рассказа Ф. Скотта Фицджеральда про человека, который родился стариком и начал молодеть. Фильм стал третьей совместной работой Финчера и Брэда Питта, сыгравшего заглавную роль вместе с Кейт Бланшетт. Бюджет фильма оценивался в 167 миллионов долларов, причём большая его часть ушла на визуальные эффекты для персонажа Питта. Лента вышла в прокат в США 25 декабря 2008 года и имела коммерческий успех и тёплый приём среди критиков. Обозреватель USA Today Клаудия Пуиг похвалила экранизацию за грациозное и трогательное повествование, несмотря на то, что оно оказалось слишком длинным и не настолько эмоционально увлекательным, каким могло бы быть. Картина получила тринадцать номинаций на «Оскар», включая «Лучший фильм», «Лучшая режиссура» (Финчер), «Лучшая мужская роль» (Питт), «Лучшая женская роль второго плана» (Тараджи П. Хенсон), и получила награды за «Лучшую работу художника-постановщика», «Лучший грим и причёски» и «Лучшие визуальные эффекты».
В 2010 году выходит биографическая драма Финчера «Социальная сеть» об основателе Facebook Марке Цукерберге и его судебных разбирательствах. Сценарий написал Аарон Соркин по книге Бена Мезрича «Миллиардеры поневоле». Главные роли исполнили Джесси Айзенберг, Эндрю Гарфилд, Джастин Тимберлейк, Арми Хаммер и Макс Мингелла. Съёмки начались в октябре 2009 года в Кембридже, штат Массачусетс, а фильм вышел годом позже. В мировом прокате «Социальная сеть» собрала 224,9 млн долларов. На 83-й премии «Оскар» лента удостоилась восьми номинаций и выиграла три награды за лучшую музыку (Трент Резнор и Аттикус Росс), лучший адаптированный сценарий (Соркин) и лучший монтаж. Также фильм завоевал награды за лучший драматический фильм, лучшую режиссёрскую работу, лучший сценарий и лучшую музыку на 68-й церемонии «Золотой глобус». Роджер Эберт похвалил сценарий, описав фильм как «завораживающий диалог, что делает невыразимый сюжет увлекательным».

### С 2011 года: Состоявшийся кинорежиссёр и сотрудничество с Netflix

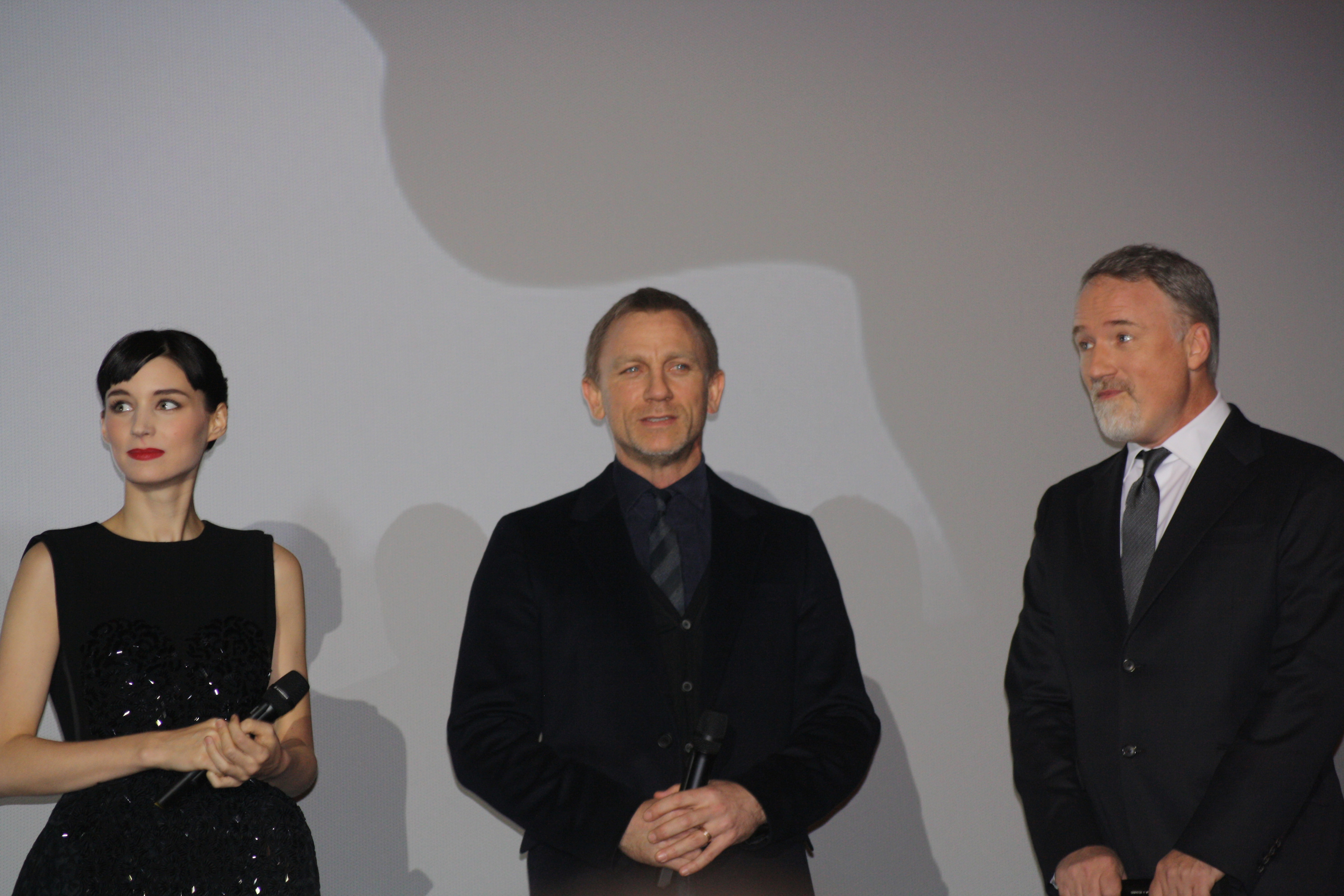
Руни Мара, Дэниел Крейг и Финчер на премьере «Девушки с татуировкой дракона».

В декабре 2011 года Финчер выпускает психологический триллер «Девушка с татуировкой дракона», основанный на романе шведского писателя Стига Ларссона. Сценарист Стивен Заиллян потратил три месяца на изучение исходного материала, делал заметки и вырезал сцены, чтобы уложить всё в нужный хронометраж. Дэниел Крейг и Руни Мара сыграли журналиста Микаэля Блумквиста и хакера Лисбет Саландер соответственно. Фильм рассказывает о том, как Блумквист расследует исчезновение женщины из богатой семьи, которая пропала сорок лет назад. Критик Энтони Скотт из The New York Times назвал саундтрек Трента Резнора и Аттикуса Росса «устрашающим». По данным агрегатора Metacritic, лента вызвала в целом благоприятные отзывы. Скотт отмечал: «Мистер Финчер воссоздал убедительную атмосферу политической угрозы и морального отчаяния». Филип Френч из The Guardian похвалил экранизацию за аутентичное и причудливое повествование. Фильм получил пять номинаций на «Оскар», включая «Лучшая женская роль», и выиграл статуэтку за «Лучший монтаж».
В 2013 году Финчер выступил в качестве исполнительного продюсера телесериала Netflix «Карточный домик», политического триллера о конгрессмене, жаждущем отомстить. Также режиссёр снял первые два эпизода. Шоу вызвало положительные отзывы и удостоилось девяти номинаций на прайм-таймовую премию «Эмми», в том числе «Лучший драматический сериал». Пилотная серия принесла Финчеру победу в номинации «Лучшая режиссура драматического телесериала». Впервые с 2005 года Финчер снял клип на песню Джастина Тимберлейка и Jay-Z «Suit & Tie» и выиграл «Грэмми» за лучшее музыкальное видео. В 2014 году Финчер подписал контракт с HBO об участии в создании телесериала «Утопия». В августе 2015 года постановщик покинул проект из-за проблем с бюджетом. Но вскоре правами на «Утопию» завладела Amazon Studios, а в качестве исполнительного продюсера была приглашена Гиллиан Флинн.

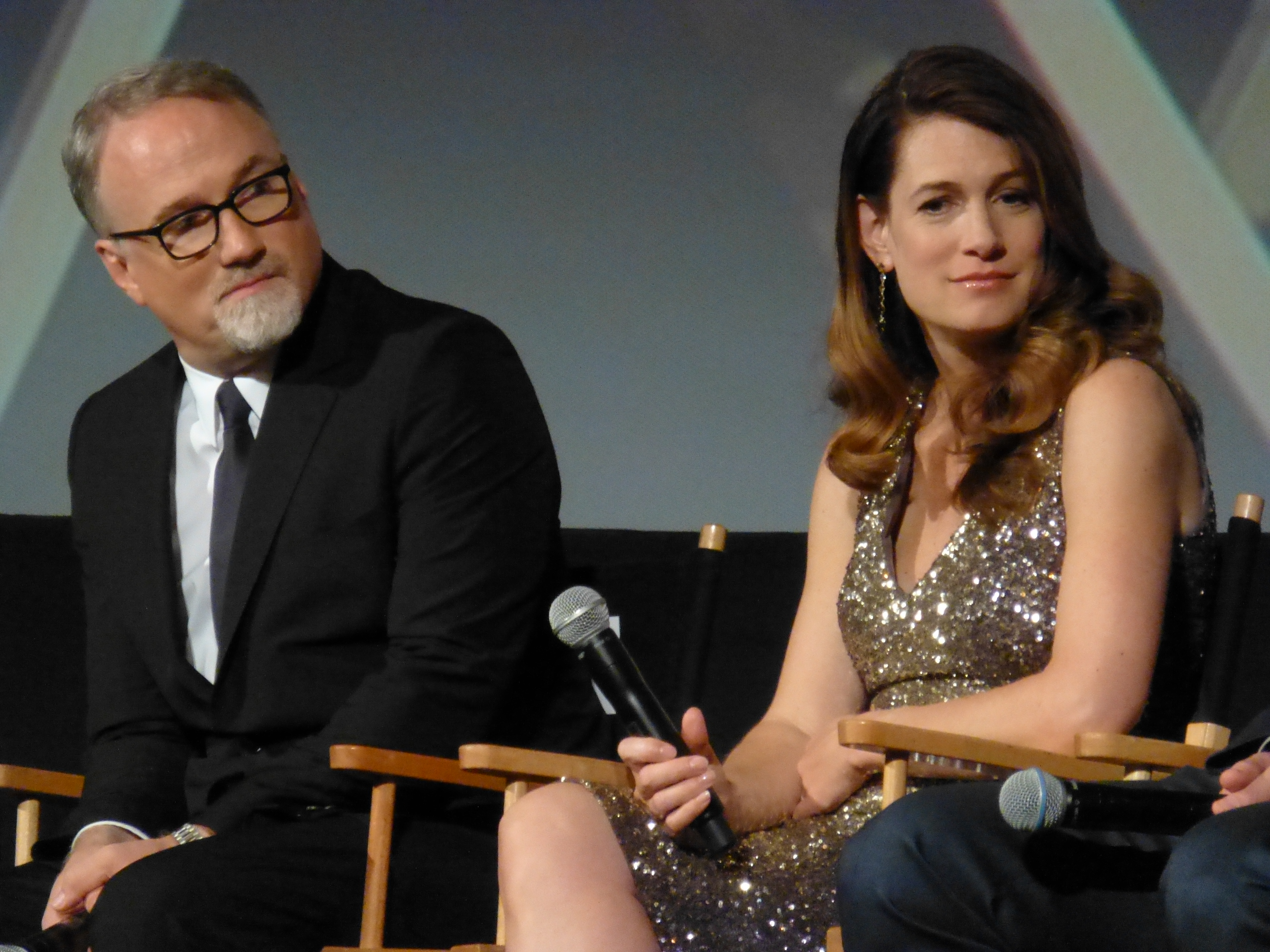
Финчер и Гиллиан Флинн на 52-м кинофестивале в Нью-Йорке.

В 2014 году выходит «Исчезнувшая», экранизация одноимённого романа Гиллиан Флинн с Беном Аффлеком и Розамунд Пайк в главных ролях. Финчеру даже удалось лично встретиться с Флинн и обсудить своё участие в картине. Картина рассказывает историю о том, как Ник Данн (Аффлек) становится главным подозреваемым во внезапном исчезновении своей жены Эми (Пайк). Фильм имел коммерческий успех, собрав 369 млн долларов при бюджете в 61 млн и став самой кассовой работой Финчера на данный момент. «Исчезнувшая» собрала награды и номинации в различных категориях. Пайк удостоилась номинации на «Оскар» как лучшая актриса, а Финчер получил свою третью номинацию на «Золотой глобус» как лучший режиссёр.
С 2016 года Финчер стал режиссёром и исполнительным продюсером сериала «Охотник за разумом», криминального триллера с Холтом Маккэлани и Джонатаном Гроффом в главных ролях. Шоу было снято по мотивам книги Джона Дугласа и Марка Олшейкера «Охотник за разумом. Особый отдел ФБР по расследованию серийных убийств» и появилось 13 октября 2017 года на платформе Netflix. В июне 2017 года глава Paramount Pictures Джим Янопулос сообщил, что сиквел «Войны миров Z» находится на стадии активной разработки с участием Финчера и Брэда Питта. Продюсеры Деде Гарднер и Джереми Клейнер заявили, что Финчер приступит к съёмкам в июне 2019 года. Но в феврале 2019 года Paramount отменила работу над картиной. В 2019 году Финчер выступил в качестве исполнительного продюсера анимационного научно-фантастического веб-сериала Netflix «Любовь. Смерть. Роботы». В июле 2019 года Финчер подписал контракт на съёмки «Манка», биографического фильма про сценариста картины «Гражданин Кейн» Хермана Манкевича, роль которого сыграл Гэри Олдмен. «Манк» вышел в ограниченный американский прокат 13 ноября 2020 года и вышел на Netflix 4 декабря.
В конце 2019 года Финчер взялся за реализацию приквела к фильму «Китайский квартал» в виде телесериала при участии сценариста Роберта Тауна. Кроме того, режиссёр выразил заинтересованность в съёмках третьего сезона «Охотника за разумом», работа над которым была приостановлена в 2020 году. В период 2021—2023 годов Финчер экранизировал графический комикс «Убийца» для Netflix. Сценаристом выступил Эндрю Кевин Уокер, а главную роль сыграл Майкл Фассбендер. Премьера состоялась на 80-м Венецианском кинофестивале 3 сентября 2023 года, а 10 ноября того же года картина вышла на Netflix.
В 2025 году стало известно о том, что Финчер снимет для Netflix продолжение фильма Квентина Тарантино «Однажды в Голливуде» (2019) с Брэдом Питтом в главной роли. Продолжение называется «Приключения Клиффа Бута» и рассказывает о Клиффе Буте, который из каскадёра становится решалой голливудской студии.

## Режиссёрский почерк
Финчер не учился в киношколе. Особое влияние на его творчество оказали Альфред Хичкок, Мартин Скорсезе, Джордж Рой Хилл и Алан Пакула. Любимые фильмы Финчера: «Вся президентская рать», «Таксист», «Окно во двор», «Зелиг», «Бумажная луна», «Лоуренс Аравийский», «Американские граффити», «Выпускник», «Челюсти» и «Близкие контакты третьей степени». Свою картину «Комната страха» Финчер охарактеризовал как смесь «Окно во двор» и «Соломенных псов». При съёмках «Семи» Финчер и оператор Дариус Хонджи вдохновлялись кинолентами «Французский связной», «Клют», а также работами фотографа Роберта Франка. Творчество графического дизайнера Сола Басса оказало влияние на создание вступительных заставок к фильмам Финчера.
Для фильмов Финчера, особенно ранних, характерно весьма динамичное повествование со множеством потайных ходов, разнообразные визуальные «примочки» и мрачная кинематография в стилистике неонуара. Проблематика его картин часто выводит на вопросы о хрупкости семейных отношений и фатальном самодовольстве потребительского общества.
В центре многих его фильмов — незаурядные персонажи, вытесненные на обочину социума и пытающиеся утвердиться в жизни обходными путями. Это почти всегда мужчины, которые испытывают потребность выпутаться из безликого, рутинного, механизированного существования в современном мире и выбирают для осуществления этой потребности ненормальные, даже извращённые формы. На глубинном уровне режиссёр сочувствует этой потребности, отсюда часто задаваемый критиками вопрос о том, в какой степени Финчер критикует описываемые явления, а в какой — восхищается ими.
Его фильмы раскрывают тенденцию современников к самоизоляции от окружающего мира, который абсолютно равнодушен к человеку и грозит растворить его в себе. Вслед за Кубриком режиссёр рисует одиночество человека в том мире, который он создал для себя. В традиции нуара основное место действия почти всех его фильмов о потерянных, дезориентированных современниках — американский город и его основная ячейка: большое здание, напоминающее лабиринт. Подобно Кубрику, Финчер тщательно разрабатывает свои кинопроекты — в среднем на подготовку каждого уходит три года. Он охотно экспериментирует с изображением и использует новаторские технологии: например, «Зодиак» снят цифровой камерой Thomson Viper, которая записывает видео одним потоком без сжатия.
В то же время требования Финчера к операторам традиционны: по словам оператора «Бойцовского клуба», режиссёр предпочитает симметрию в кадре — чёткие линии, ровные границы кадра, никаких трапецеидальных искажений.
В своих видеоработах Финчер руководствуется теми же принципами, что и в кино. Появление новых технологий меняет изображение, стоит лишь сравнить первые его работы и последние. То, с помощью чего сделана та или иная работа зависит от совершенствования оборудования. Но всё же полёт визуальной мысли в рекламных и музыкальных клипах для Финчера значительно шире — в кино больше ограничений, накладываемых продюсерами, сценаристами и прочими участниками съёмочного процесса.

### Сотрудничества

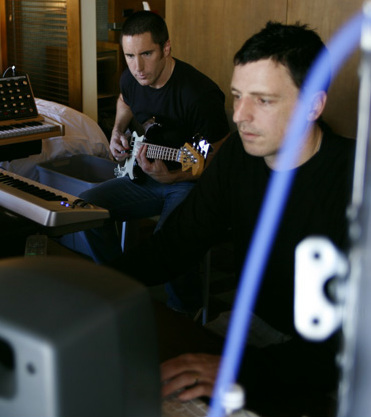
Трент Резнор и Аттикус Росс — постоянные коллеги Финчера.

На протяжении всей своей карьеры режиссёр проявлял преданность своим исполнителям и членам съёмочной команды. В качестве режиссёра музыкальных клипов Финчер пять раз сотрудничал с Полой Абдул и четыре раза с Мадонной и Риком Спрингфилдом. Как только Финчер перебрался в кино, он снял три картины с Брэдом Питтом. «На экране и за его пределами Брэд — невероятный парень… Он с легкостью может понять, кем ему быть», — отмечал постановщик. Боб Стивенсон, Кристофер Джон Филдс, Руни Мара, Джаред Лето и Ричмонд Аркетт снялись как минимум в двух фильмах Финчера.
Саундтрек к фильму «Бойцовский клуб» был записан дуэтом The Dust Brothers, который в тот момент ни разу не писал музыку к фильмам. «Он не стоял у нас над душой, когда объяснял, что нужно делать», — рассказывал дуэт о сотрудничестве с Финчером. Единственное, о чём режиссёр попросил их — заставить музыку звучать так же классно, как в комедии «Выпускник». Трент Резнор и Аттикус Росс сочинили музыку к «Социальной сети», «Девушке с татуировкой дракона», «Исчезнувшей», «Манку» и «Убийце». Свои отношения с Финчером музыканты охарактеризовали как «коллективные, уважительные и воодушевляющие». Говард Шор приложил руку к созданию саундтреков для трёх фильмов: «Семь», «Игра» и «Комната страха».
В качестве операторов-постановщиков фильмов Финчера работали Дариус Хонджи и Джефф Кроненвет. «Финчер заслуживает большой похвалы. Именно его влияние подтолкнуло меня к профессии оператора», — отмечал Хонджи. С 1995 года с Финчером сотрудничает звукорежиссёр Рен Клайс, которому постановщик «безоговорочно» доверяет. С 1988 года Финчер работает с монтажёром Ангусом Уоллом, на счету которого шесть фильмов. Дональд Грэхэм Берт работал художником-постановщиком в пяти фильмах, а Боб Вагнер — ассистентом режиссёра в шести. Кроме того, кастинг-директор Ларей Мэйфилд работала с Финчером более тридцати лет.

## Фильмография

### Фильмы
| Год  |   | Русское название                      | Оригинальное название               | Роль                                                         |
| ---- | - | ------------------------------------- | ----------------------------------- | ------------------------------------------------------------ |
| 1992 | ф | Чужой 3                               | Alien³                              | режиссёр, продюсер, сценарист                                |
| 1995 | ф | Семь                                  | Se7en                               | режиссёр                                                     |
| 1997 | ф | Игра                                  | The Game                            | режиссёр                                                     |
| 1999 | ф | Бойцовский клуб                       | Fight Club                          | режиссёр                                                     |
| 2002 | ф | Комната страха                        | Panic Room                          | режиссёр                                                     |
| 2007 | ф | Зодиак                                | Zodiac                              | режиссёр                                                     |
| 2008 | ф | Загадочная история Бенджамина Баттона | The Curious Case of Benjamin Button | режиссёр                                                     |
| 2010 | ф | Социальная сеть                       | The Social Network                  | режиссёр                                                     |
| 2011 | ф | Девушка с татуировкой дракона         | Girl with the Dragon Tattoo         | режиссёр                                                     |
| 2013 | с | Карточный домик                       | House of Cards                      | исп. продюсер, (2 серии)                                     |
| 2014 | ф | Исчезнувшая                           | Gone Girl                           | режиссёр                                                     |
| 2017 | с | Охотник за разумом                    | Mindhunter                          | исп. продюсер, (10 серий), режиссёр (7 серий)                |
| 2022 | с | Любовь, смерть и роботы               | Love, Death & Robots                | исп. продюсер, (3 сезона), режиссёр (серия «Плохая поездка») |
| 2020 | ф | Манк                                  | Mank                                | режиссёр                                                     |
| 2023 | ф | Убийца                                | The Killer                          | режиссёр                                                     |
|      | ф | Приключения Клиффа Бута               | The Adventures of Cliff Booth       | режиссёр                                                     |

### Музыкальные клипы
- 1985 — Shame, The Motels
- 1986 — All The Love, The Outfield
- 1986 — Everytime You Cry, The Outfield
- 1986 — One Simple Thing, The Stabilizers
- 1987 — She Comes On, Wire Train
- 1987 — Endless Nights, Eddie Money
- 1987 — Downtown Train, Patti Smith
- 1987 — Johnny B, The Hooters
- 1987 — Storybook Story, Mark Knopfler
- 1987 — No Surrender, The Outfield
- 1987 — Don’t Tell Me The Time, Martha Davis
- 1988 — Heart of Gold, Johnny Hates Jazz
- 1988 — Englishman in New York, Sting
- 1988 — Shattered Dreams (second version), Johnny Hates Jazz
- 1988 — Get Rhythm, Ry Cooder
- 1988 — Roll With It, Steve Winwood
- 1988 — The Way That You Love Me (first version), Paula Abdul
- 1988 — Holding On, Steve Winwood
- 1989 — Bamboleo (second version), Gipsy Kings
- 1989 — Straight Up, Paula Abdul
- 1989 — Real Love, Jody Watley
- 1989 — Bamboleo (third version), Gipsy Kings
- 1989 — She’s A Mystery To Me, Roy Orbison
- 1989 — Forever Your Girl, Paula Abdul
- 1989 — Oh Father, Madonna
- 1989 — The End Of The Innocence, Don Henley
- 1989 — Cold Hearted, Paula Abdul
- 1989 — Janie’s Got a Gun, Aerosmith
- 1990 — Vogue, Madonna
- 1990 — Cradle of Love, Billy Idol
- 1990 — L.A. Woman, Billy Idol
- 1990 — Freedom '90, George Michael
- 1993 — Bad Girl, Madonna
- 1993 — Who Is It (second version), Michael Jackson
- 1994 — Love Is Strong, The Rolling Stones
- 1996 — 6th Avenue Heartache, The Wallflowers
- 2000 — Judith, A Perfect Circle
- 2005 — Only, Nine Inch Nails
- 2013 — Suit & Tie, Justin Timberlake

### Рекламные ролики
- 2013 — Рекламный ролик аромата «Downtown» от Calvin Klein с Руни Марой[102].

## Награды и номинации
| Премия                              | Год  | Фильм                                   | Категория                              | Результат |
| ----------------------------------- | ---- | --------------------------------------- | -------------------------------------- | --------- |
| «Оскар»                             | 2009 | «Загадочная история Бенджамина Баттона» | Лучший режиссёр                        | Номинация |
| «Оскар»                             | 2011 | «Социальная сеть»                       | Лучший режиссёр                        | Номинация |
| «Оскар»                             | 2021 | «Манк»                                  | Лучший режиссёр                        | Номинация |
| «Золотой глобус»                    | 2009 | «Загадочная история Бенджамина Баттона» | Лучший режиссёр                        | Номинация |
| «Золотой глобус»                    | 2011 | «Социальная сеть»                       | Лучший режиссёр                        | Победа    |
| «Золотой глобус»                    | 2015 | «Исчезнувшая»                           | Лучший режиссёр                        | Номинация |
| «Золотой глобус»                    | 2021 | «Манк»                                  | Лучший режиссёр                        | Номинация |
| BAFTA                               | 2009 | «Загадочная история Бенджамина Баттона» | Лучший режиссёр                        | Номинация |
| BAFTA                               | 2011 | «Социальная сеть»                       | Лучший режиссёр                        | Победа    |
| BAFTA                               | 2014 | «Карточный домик»                       | Лучшая международная программа         | Номинация |
| BAFTA                               | 2015 | «Карточный домик»                       | Лучшая международная программа         | Номинация |
| Прайм-таймовая премия «Эмми»        | 2013 | «Карточный домик»                       | Лучший драматический сериал            | Номинация |
| Прайм-таймовая премия «Эмми»        | 2013 | «Карточный домик»                       | Лучший режиссёр драматического сериала | Победа    |
| Прайм-таймовая премия «Эмми»        | 2014 | «Карточный домик»                       | Лучший драматический сериал            | Номинация |
| Прайм-таймовая премия «Эмми»        | 2015 | «Карточный домик»                       | Лучший драматический сериал            | Номинация |
| Прайм-таймовая премия «Эмми»        | 2016 | «Карточный домик»                       | Лучший драматический сериал            | Номинация |
| Прайм-таймовая премия «Эмми»        | 2017 | «Карточный домик»                       | Лучший драматический сериал            | Номинация |
| Прайм-таймовая премия «Эмми»        | 2019 | «Любовь, смерть и роботы»               | Лучший короткометражный мультсериал    | Победа    |
| Прайм-таймовая премия «Эмми»        | 2021 | «Любовь, смерть и роботы»               | Лучший короткометражный мультсериал    | Победа    |
| Прайм-таймовая премия «Эмми»        | 2022 | «Любовь, смерть и роботы»               | Лучший короткометражный мультсериал    | Победа    |
| «Выбор критиков»                    | 2009 | «Загадочная история Бенджамина Баттона» | Лучший режиссёр                        | Номинация |
| «Выбор критиков»                    | 2011 | «Социальная сеть»                       | Лучший режиссёр                        | Победа    |
| «Выбор критиков»                    | 2015 | «Исчезнувшая»                           | Лучший режиссёр                        | Номинация |
| «Выбор критиков»                    | 2021 | «Манк»                                  | Лучший режиссёр                        | Номинация |
| «Сатурн»                            | 1993 | «Чужой 3»                               | Лучший режиссёр                        | Номинация |
| «Сатурн»                            | 1996 | «Семь»                                  | Лучший режиссёр                        | Номинация |
| «Сатурн»                            | 2009 | «Загадочная история Бенджамина Баттона» | Лучший режиссёр                        | Номинация |
| «Спутник»                           | 2010 | «Социальная сеть»                       | Лучший режиссёр                        | Победа    |
| «Спутник»                           | 2015 | «Исчезнувшая»                           | Лучший режиссёр                        | Номинация |
| «Спутник»                           | 2021 | «Манк»                                  | Лучший режиссёр                        | Номинация |
| Каннский кинофестиваль              | 2007 | «Зодиак»                                | Золотая пальмовая ветвь                | Номинация |
| «Сезар»                             | 2011 | «Социальная сеть»                       | Лучший иностранный фильм               | Победа    |
| «Давид ди Донателло»                | 2011 | «Социальная сеть»                       | Лучший иностранный фильм               | Номинация |
| Национальный совет кинокритиков США | 2008 | «Загадочная история Бенджамина Баттона» | Лучший режиссёр                        | Победа    |
| Национальный совет кинокритиков США | 2010 | «Социальная сеть»                       | Лучший режиссёр                        | Победа    |
| Премия Гильдии режиссёров США       | 2009 | «Загадочная история Бенджамина Баттона» | Лучший режиссёр                        | Номинация |
| Премия Гильдии режиссёров США       | 2011 | «Социальная сеть»                       | Лучший режиссёр                        | Номинация |
| Премия Гильдии режиссёров США       | 2012 | «Девушка с татуировкой дракона»         | Лучший режиссёр                        | Номинация |
| Премия Гильдии режиссёров США       | 2013 | «Карточный домик»                       | Лучший режиссёр драматического сериала | Номинация |
| Премия Гильдии режиссёров США       | 2021 | «Манк»                                  | Лучший режиссёр                        | Номинация |
| Премия Гильдии продюсеров США       | 2013 | «Карточный домик»                       | Лучший драматический сериал            | Номинация |
| Премия Гильдии продюсеров США       | 2014 | «Карточный домик»                       | Лучший драматический сериал            | Номинация |
| Премия Гильдии продюсеров США       | 2015 | «Карточный домик»                       | Лучший драматический сериал            | Номинация |
| Премия Гильдии продюсеров США       | 2016 | «Карточный домик»                       | Лучший драматический сериал            | Номинация |